# Gyeongbokgung
Il Gyeongbokgung (경복궁?, 景福宮?) è un palazzo che si trova nella parte settentrionale di Seul, in Corea del Sud. Esso fu il principale e il più grande dei cinque grandi palazzi costruiti dalla Dinastia Joseon. Dal 1972 ospita il National Palace Museum of Korea.

## Storia
Il palazzo venne costruito nel 1394 dall'architetto coreano Jeong Do-jeon. In parte bruciato durante l'invasione giapponese del 1592, venne abbandonato a causa delle difficoltà del restauro fino agli anni sessanta del XIX secolo, quando venne ricostruito come un complesso di 330 edifici con 5.792 stanze. Simbolo della famiglia reale coreana, esso si estende su di una superficie di 410.000 metri quadrati. Dopo l'assassinio della principessa Myeongseong da parte di agenti giapponesi nel 1895, il marito (l'imperatore Gojong) lasciò il palazzo e la famiglia reale non vi fece più ritorno.
Nel 1911 le forze d'occupazione giapponesi distrussero tutti gli edifici tranne 10; inoltre costruirono l'edificio del Governatore di Corea proprio di fronte alla Sala del trono, distruggendo deliberatamente la geomanzia di Seul. Durante tutto il tempo dell'occupazione i giapponesi scattarono numerosissime fotografie della popolazione coreana, ma nessuna del palazzo: gli storici che cercano di capire come fosse fatto prima della sua distruzione le hanno cercate invano in tutti i paesi che conservano fotografie di Seul risalenti ai primissimi anni del XX secolo.
Tra gli edifici principali del sito ci sono la sala imperiale del trono e il padiglione Gyeonghoeru, che si trova su 48 pilastri di granito al centro di un lago artificiale di fiori di loto. Il padiglione è ritratto sulle banconote da 10.000 won.
Dalla fine della guerra di Corea al 1972, il palazzo è stato sede del museo folcloristico nazionale della Corea. A partire dal 1990 sono iniziate le opere di restaurazione del palazzo di Gyeongbokgung. I lavori sono stati effettuati in modo da ridare al palazzo il suo stato originario. Per ottenere ciò è stato demolito l'edificio del Governatore di Corea e sono state restaurate la porta di Heungnyemun e quella di Gwanghwamun.

## Edifici

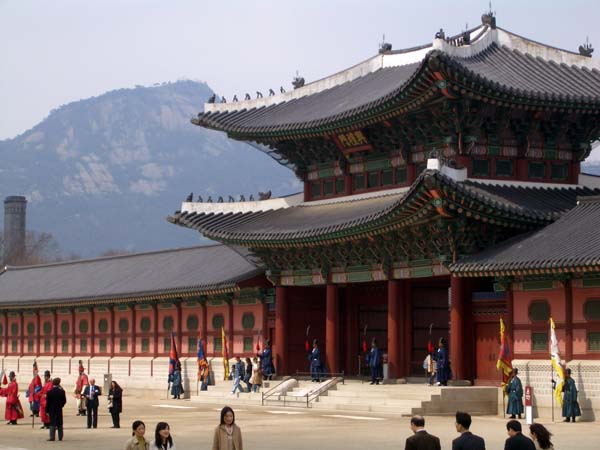
L'ingresso Heungryemun.

### Geonchunmun
È la porta est del palazzo, il cui nome significa "porta della primavera", secondo l'antica credenza che l'est corrispondesse alla primavera.
Le fondamenta sono più alte di quelle della mura del palazzo e la porta è caratterizzata da un arco, sormontato da una torre. Quando era necessario, le sentinelle salivano sulla torre grazie a due ripide scalinate di pietra, poste ai lati della torre stessa. Due ingressi danno accesso alle mura ai lati della porta.
Sul soffitto della porta c'è una rappresentazione di nubi e draghi, dipinti in blu, rosso, bianco, giallo e nero. Il Drago Blu si trova a est, mentre il Drago Giallo si trova a ovest. Ognuno dei draghi ha cinque artigli e nelle fauci tiene una palla magica, che simboleggia il re.

### Geunjeongjeon

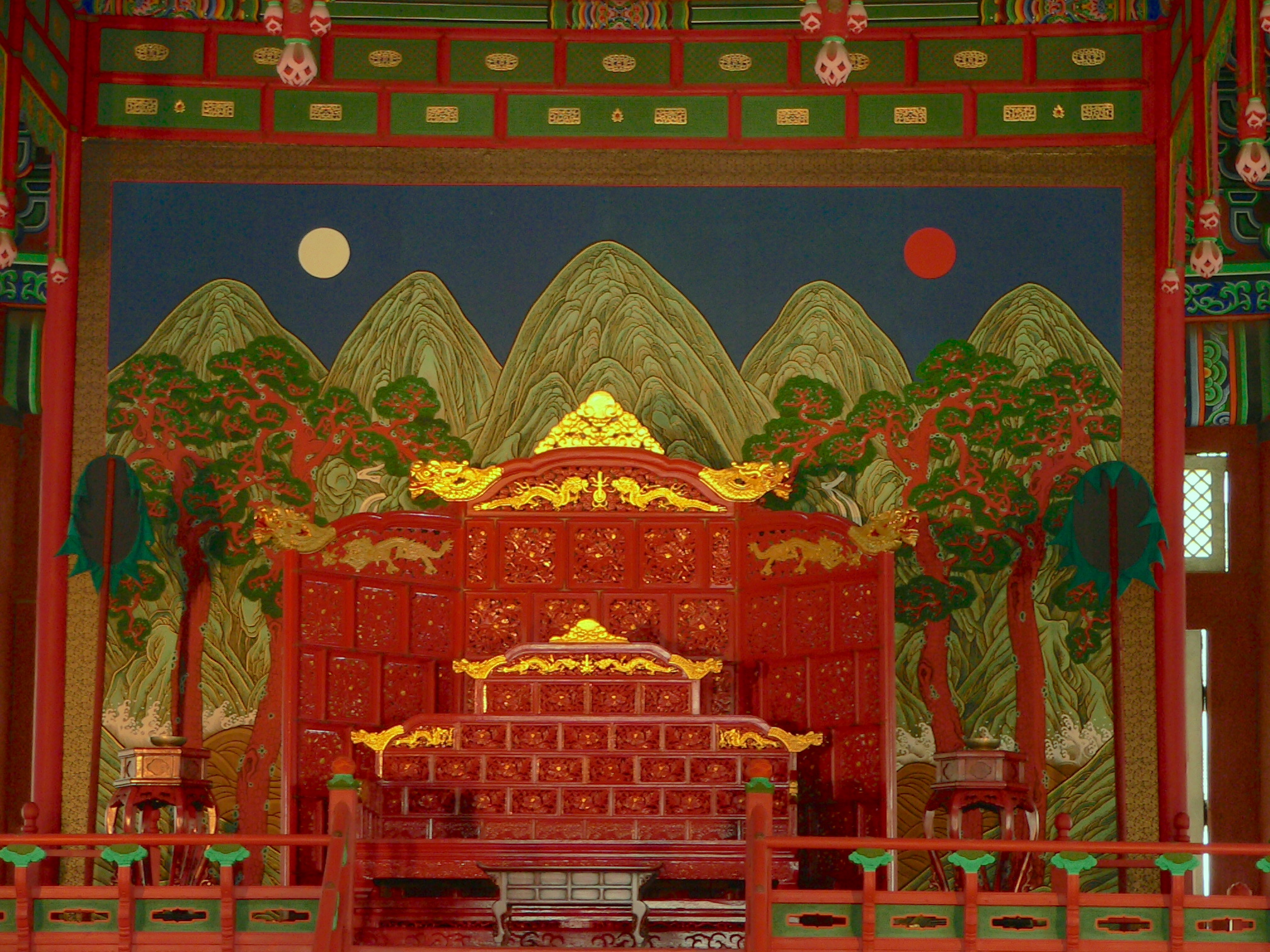
Sala del trono.

È la sala principale del palazzo, nella quale il re adempiva alle sue funzioni e riceveva le ambascerie straniere. Tra il 1399 e il 1546, qui vennero incoronati sette re: Jeongjong, Sejong, Danjong, Sejo, Seongjong, Jungjong e Myeongjong.
La sala venne costruita nel 1394, durante il terzo anno del regno di re Taejo. Venne bruciata nel 1592, durante le invasioni giapponesi, per poi essere ricostruita nel 1867, durante il quarto anno di regno di re Gojong.
La sala si sviluppa su un unico piano e ha un soffitto dall'altezza imponente, a simboleggiare l'autorità del re. Al centro della parete posteriore è posto il trono, che probabilmente era circondato da oggetti rituali andati perduti. Sopra il trono, è posto un baldacchino. Al centro del soffitto sono rappresentate delle nubi dalle quali emergono due draghi, simbolo del re, che lottano per una palla decorata con gioielli.
Vi si arrivava tramite le porte Ilhwamun (a est) e Wolhwamun (a ovest), mentre la porta a due piani Geunjeongmun restava solitamente chiusa.

### Sajeongjeon, Manchunjeon e Cheonchujeon
Era la sala nel quale il re svolgeva le sue mansioni quotidiane. A est di questa sala si trovava la sala Manchujeon e a ovest si trovava la sala Cheonchujeon, per accedere al cortile si utilizzava la porta Sajeongmun a sud e la Jonghyeonmun a ovest.
Dopo la Guerra di Corea (1950-53) della sala Manchunjeon erano rimasti solo i plinti e la struttura venne ricostruita nel 1988. Rispetto alla sala Sajeongjeon, ha un'architettura più semplice e contenuta.
Collocata a ovest della Sala Sajeongjeon, la sala Cheonchujeon era stata costruita per essere simmetricamente opposta alla Sala Manchunjeon, che invece si trova a est della Sajeongjeon. Prima delle invasioni giapponesi del XVI secolo, aveva una grande rilevanza dal punto di vista culturale. Infatti, re Sejong la utilizzava principalmente per discutere di temi culturali con gli studiosi del Jiphyeonjeon. È relativamente piccola e dalla struttura semplice, soprattutto se messa a confronto con la Sala Sajeongjeon.

### Sujeongjeon
Re Sejong costruì il Borugak e l'Heumjeonggak a sud del padiglione Gyeonghoeru e a ovest della sala Cheonchujeon. Dopo che questi edifici furono distrutti a causa delle invasioni giapponesi del XVI secolo, nel 1867 re Gojong, al loro posto, costruì la Sala Sujeongjeon, la costruzione più grande del palazzo per quanto riguarda i quartieri privati. Era usata come Ufficio del Gungukgimucheo durante il periodo imperiale, e dal 1895 divenne l'ufficio del governo. La circondavano diversi edifici minori per accogliere medici, ospiti, messaggeri, ma vennero tutti demoliti.

### Gyeonghoeru

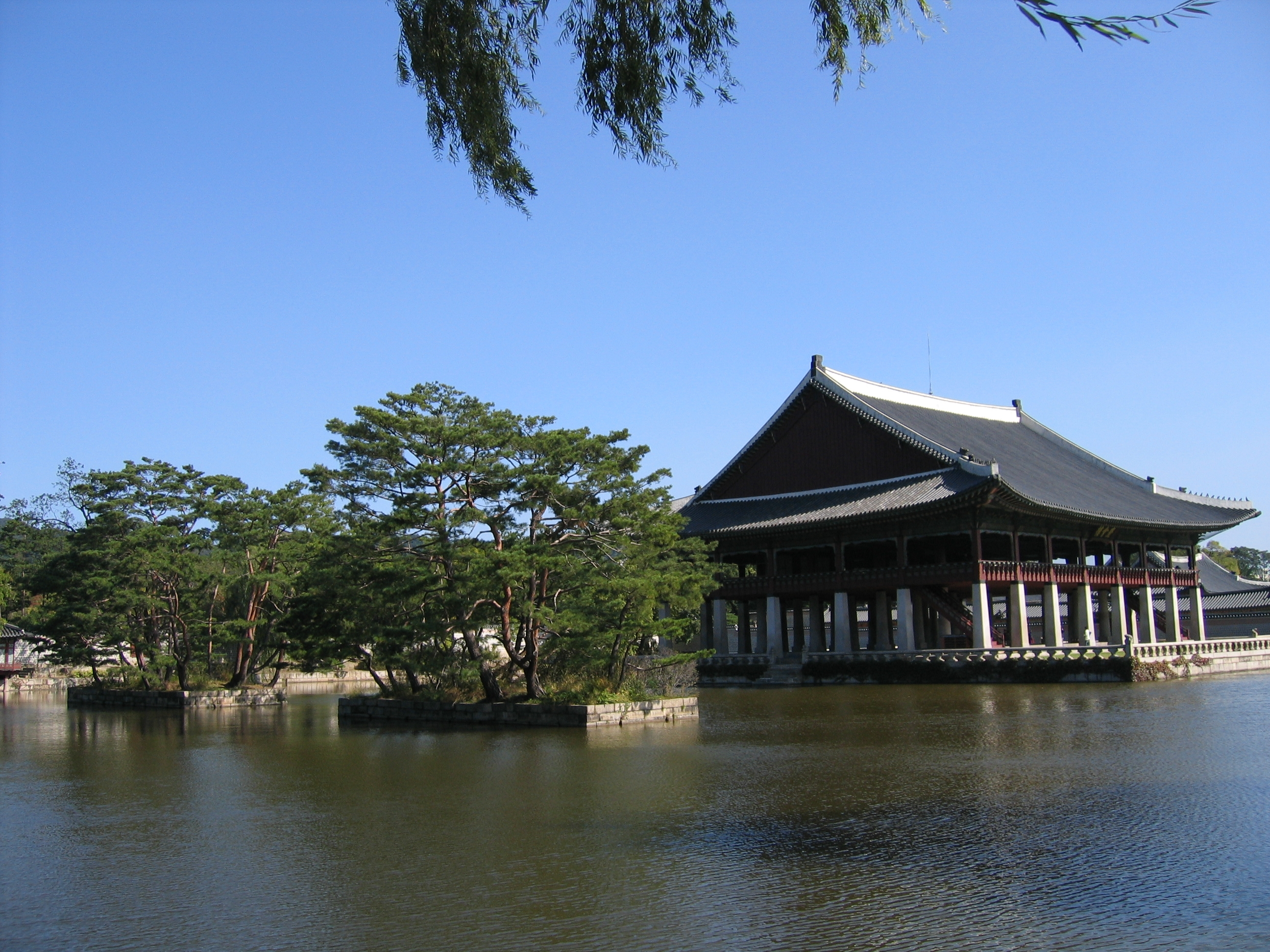
Gyeonghoeru.

Il Gyeonghoeru, padiglione del Gioioso Incontro, è il più grande padiglione sopraelevato del paese. La sua costruzione venne ordinata da re Taejong (r. 1400-1418), che affidò la supervisione dei lavori a Park Ja-cheong, sia per quanto riguarda il padiglione, che il lago artificiale in cui è posto. Il ministro Park costruì un'isola quadrata e il padiglione, con i suoi 48 pilastri decorati da draghi che sorreggono il secondo piano.
Il padiglione venne bruciato durante le invasioni giapponesi del 1592, alle quali sopravvissero solo i pilastri di pietra. Quando, sotto il regno di Gojong, venne edificato il Gyeongbokgung, anche il padiglione venne ricostruito. I pilastri vennero sostituiti con altri meno maestosi, ma sempre decorati con motivi animali. Durante il periodo Joseon, il padiglione ospitava i banchetti reali, mentre oggi viene usato in occasioni speciali.
Tra le decorazioni si trovano dei mangiatori di fuoco, i Bulgasari, bestie simili a elefanti che avevano il compito di difendere la struttura dagli incendi e forse fu proprio grazie a questi guardiani che il padiglione non venne danneggiato durante la Guerra di Corea.

### Amisan
L'Amisan prende il suo nome da una montagna cinese, ma è solo un tumulo e sorge in un giardino posteriore delle stanze della regina. È costituito da quattro lunghe pietre rettangolari, con delle aiole disposte su quattro livelli nella parte meridionale. Tra le aiole dell'Amisan sbucano i camini esagonali della Sala Gyotaejeon, la residenza della regina, decorati con arabeschi, motivi animali (draghi, gru, pipistrelli) e floreali (peonie, fiori di pruno, crisantemi, bambù e pini) e caratteri cinesi.

### Jagyeongjeon
In questo edificio si trovavano le stanze della regina madre Jo, madre di re Heonjong (r. 1834-1849), il 24º re della dinastia Joseon, e venne costruito per lei per volere del reggente Lee Ha-eung, padre di re Gojong, il 26º re (r. 1863-1907). La struttura che si vede oggi è una ricostruzione che risale al 1888, dopo che l'edificio originario era stato raso al suolo. È, inoltre, l'unico edificio del palazzo in cui si può ancora ammirare una camera da letto. Essa si trova a nord-ovest ed è riscaldata grazie al sistema ondol, mentre a sud-est si trova un padiglione da usare nel periodo estivo. Di tutti i muri interni costruiti, ne rimane solo uno con una rappresentazione dei dieci simboli di longevità e una con delle decorazioni di fiori e piante. La porta d'accesso all'ala sud e i camini sono decorati con raffigurazioni di draghi, gru e altri simboli di longevità.

### Hamhwadang e Jipgyeongdang
La sala Hamhwadang si trova ad ovest della Sala Jipgyeongdang ed è ad essa collegata. A ovest e a sud si aprivano due corridoi e l'edificio era circondato da una recinzione con due pilastri, ma tutto venne demolito, con l'unica eccezione della struttura principale. Sia la Sala Jipgyeongdang che la Hamhwadang appartenevano all' Heungbokjeon, le stanze da letto reali, a nord dell'Amisan. Entrambe venivano usate come uffici museali nel periodo immediatamente successivo all'annessione giapponese.

### Hyangwonjeong

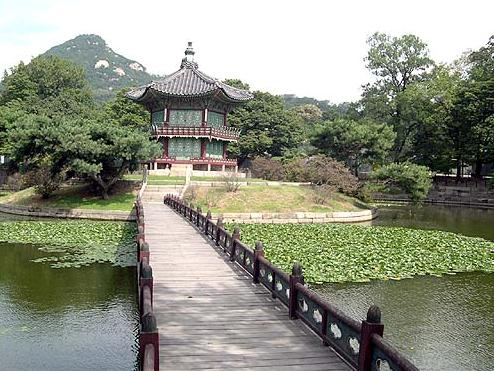
Hwangwonjeong.

Nei giardini posteriori del palazzo si trova l'Hyangwonji, un laghetto al centro del quale si può ammirare un'isoletta sulla quale sorge un padiglione a due piani: l'Hyangwonjeong, il quale può essere raggiunto grazie a un ponte di legno, il Chuihyanggyo, collegato alla sponda meridionale.
Il laghetto venne creato originariamente nel 1456, ma quello che si vede oggi risale al 1873, anno nel quale vennero costruiti anche il padiglione e il ponte. Sulle sue sponde si possono trovare diverse piante acquatiche e nelle sue acque nuotano diverse carpe, mentre nell'isoletta sono state piantate diverse azalee.

### Yeongchumun
Se l'est simboleggia la primavera, l'ovest è invece simbolo dell'autunno, per questo la porta occidentale è chiamata Porta dell'Autunno. In passato, appena al di fuori di questa porta, scorreva un ruscello, ma ora è coperto e non può quindi essere visto.

## Casa Blu

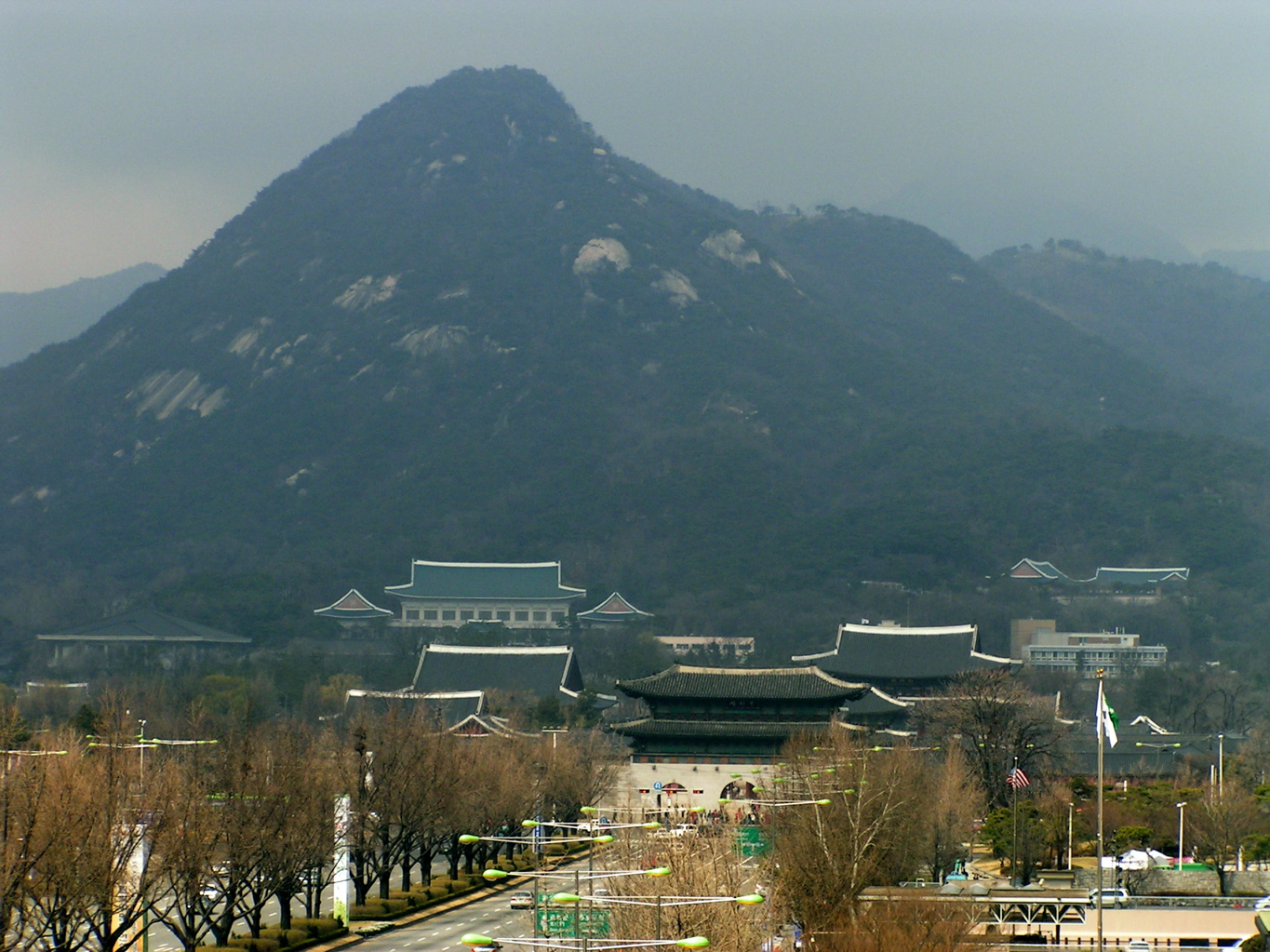
La Casa Blu, con sullo sfondo il Bukhansan

Nel giardino che si trovava nel retro del palazzo si trovava la residenza del Governatore generale durante l'occupazione giapponese. Quando nel 1948 venne istituita la Repubblica di Corea, il presidente Syngman Rhee usò quel palazzo come residenza e ufficio del governo, chiamandolo Cheongwadae (letteralmente "la casa blu", in riferimento al colore del tetto). Nel 1993, durante l'amministrazione di Kim Young-sam, il Cheongwadae venne smantellato per eliminare un simbolo del periodo coloniale giapponese.

## Accesso
Il palazzo si trova al termine del lungo boulevard di Sejong-daero, la principale arteria del centro di Seul. Dispone inoltre di una stazione, Gyeongbokgung (uscita 5), direttamente sulla linea 3 della metropolitana di Seul.

## Galleria d'immagini

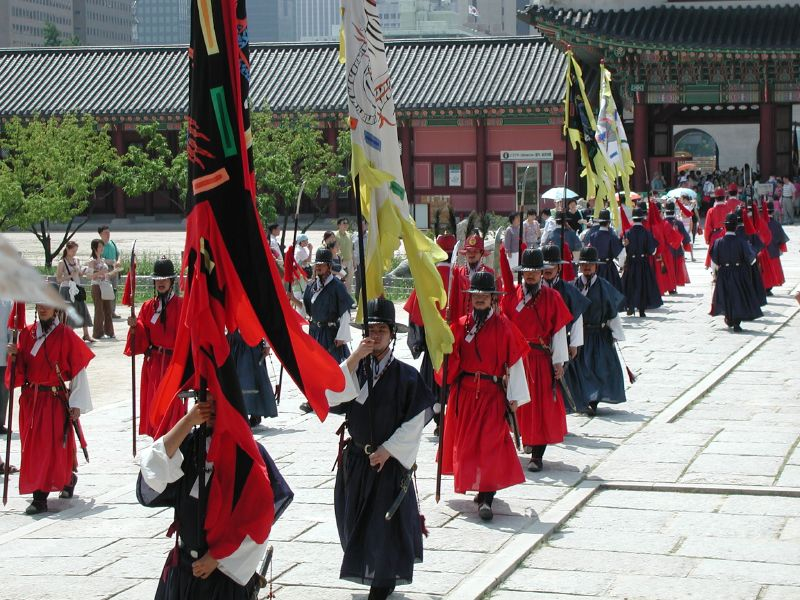
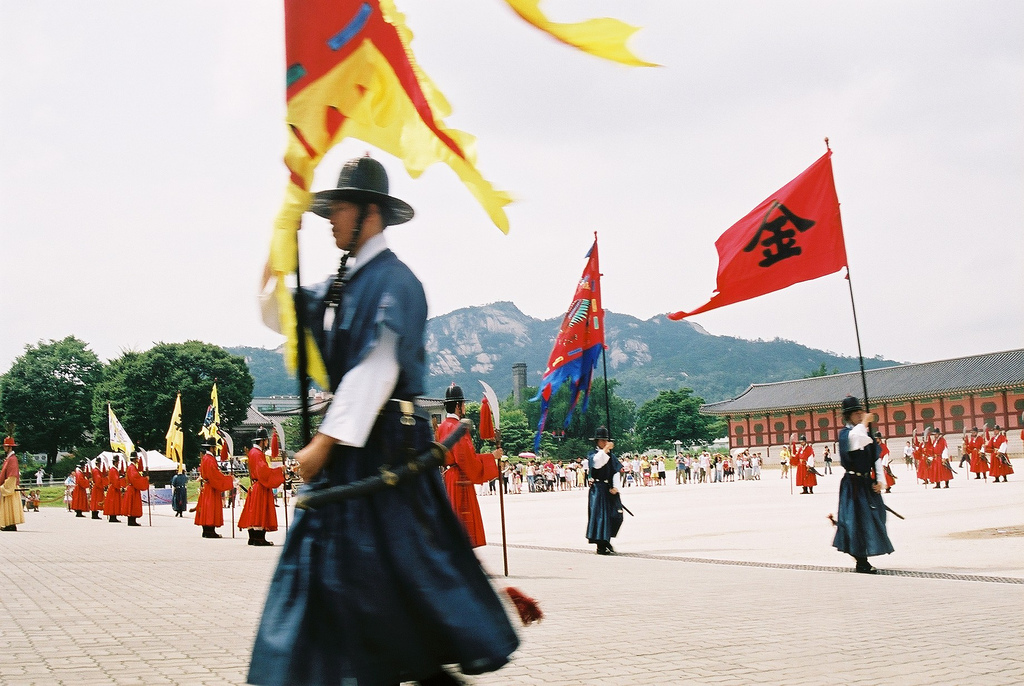
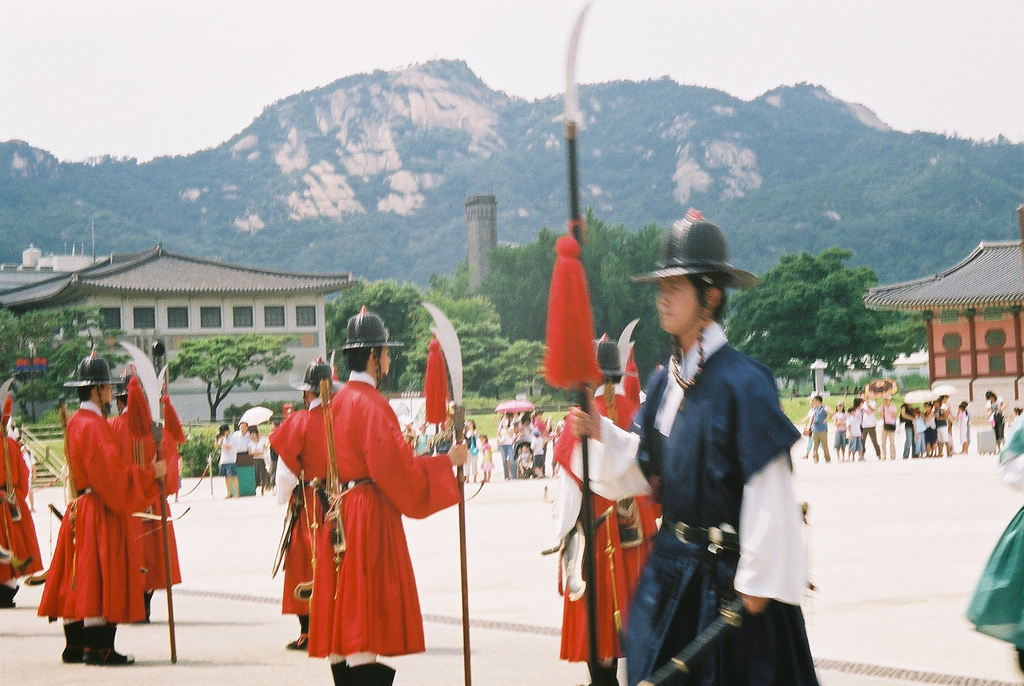
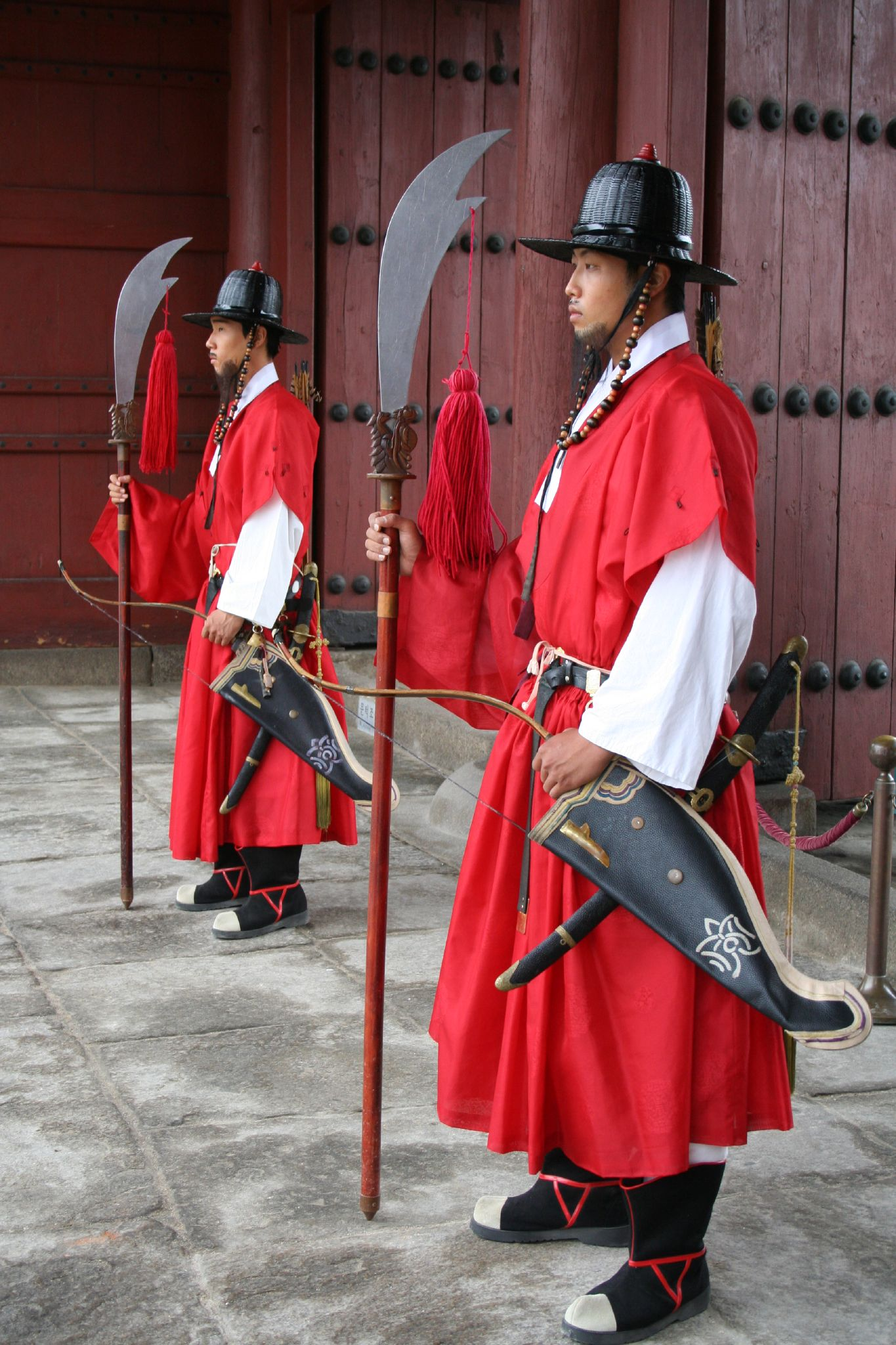